# Chang Xinyue
Dans ce nom chinois, le nom de famille, Chang, précède le nom personnel Xinyue.
Pour les articles homonymes, voir Chang.
Chang Xinyue (chinois : 常馨月 ; pinyin : Cháng Xīnyuè) est une sauteuse à ski chinoise, née le 13 février 1994 à Tonghua.

## Biographie
Chang commence le sport dans le patinage de vitesse sur piste courte en 2007, avant d'opter pour le saut à ski trois ans plus tard.
Elle fait ses débuts en Coupe continentale, le plus haut niveau international, en 2011 puis participe à la Coupe du monde à partir de 2013, désormais l'élite du saut à ski féminin.
Elle est sélectionnée pour ses premiers championnats du monde en 2013, à Val di Fiemme, où elle se classe 30e. Elle participe aux éditions 2015 et 2017 des Championnats du monde, sans entrer dans le top 30.
Elle s'illustre pour la première fois lors de la saison 2017-2018 en marquant ses premiers points en Coupe du monde à Lillehammer. Plus tard dans l'hiver, elle obtient une dixième place à Sapporo, ce qui lui donne l'ultime ticket pour les Jeux olympiques à Pyeongchang, où elle se classe vingtième.
Elle n'est pas en activité depuis 2019.

## Palmarès

### Jeux olympiques
| Épreuve / Édition | Pyeongchang 2018 |
| Individuel        | 20e              |

### Championnats du monde
| Épreuve / Édition | Val di Fiemme 2013 | Falun 2015 | Lahti 2017 |
| Individuel        | 30e                | 38e        | 35e        |

### Coupe du monde
- Meilleur classement général : 26e en 2018.
- Meilleur résultat individuel : 10e.

#### Classements généraux annuels
| Année | Rang |
| 2018  | 26e  |